# Кеа (птица)
Вижте пояснителната страница за други значения на Кеа.
Кеа (Nestor notabilis) е птица от семейство Папагалоподобни.

## Външен вид
Дължина на тялото 46 cm; тегло 600—1000 г. оперението на тялото е маслиненозелено, понякога кафеникаво, перата под крилата са ярко-червени. Клюнът е тъмносив, силно извит. Името си този папагал е получил заради силните звуци които издава: „кеее-аа“.

## Разпространение
Обитава Нова Зеландия.

## Начин на живот
Обитават горите, горските долини със стръмни склонове и букови гори, алпийски ливади, но се срещат и около човешките местообитания, като често се заселват и в близост до туристически хотели и къмпинги. Кеа е единственият папагал, който живее и се размножава на повече от 1600 m надморска височина.
Привикнали към човека и твърде любопитни птици, понякога причиняват вреди на превозни средства, тенти и палатки в търсена на хранителни остатъци. Наричан „клоуна на планините“, любопитната кеа обича да изследва съдържанието на раници и коли, които хареса. През лятото птиците са активни главно през нощта.
Кеа са растителноядни, но се хранят също и с насекоми, личинки и червеи. Хранят се и с мърша: през зимата понякога се хранят и с трупове на умрели овце. Известни са нападения на кеа и на живи овце, причинили смъртта им. Поради това овчарите наричат птицата „убиец на овцете“ и я преследват. Обикновено те нападат овце поради липса на други храни. В същото време, вредата от кеа за животните е силно преувеличена. Атаките на живи овце са редки. Въпреки това, кеа са обявени за убийци на овце и безмилостно унищожавани. През последните 130 години са били избити повече от 150 000 птици.

## Размножаване
Размножителния период продължава от юли до януари. Женската прави гнездо в кухините на скалите и в дупки в земята. Снася от 2 до 4 бели яйца, мътенето продължава около 3 седмици. След излюпването мъжкият храни женската и малките кеа, които напускат гнездото след 70 дни.

## Застрашеност и опазване на вида
Кеа е застрашен от изчезване вид. Защитен е от 1970 г. През 1986 г. новозеландското правителство забранява избиването на птиците в замяна на изплащане на парични компенсации на фермерите, чиито стада са атакувани от кеа.